# Santa Cruz do Escalvado
Santa Cruz do Escalvado este un oraș în Minas Gerais (MG), Brazilia.